# Criserosphaeria phyllostictoides
Criserosphaeria phyllostictoides — вид грибів, що належить до монотипового роду  Criserosphaeria.